# Пчеларово (Добричская область)
Пчеларово (болг. Пчеларово) — село в Болгарии. Находится в Добричской области, входит в общину Генерал-Тошево. Население составляет 552 человека.
В Пчеларове есть надгробие русских воинов, погибших в Русско-турецкой освободительной войне.

## Политическая ситуация
В местном кметстве Пчеларово, в состав которого входит Пчеларово, должность кмета (старосты) исполняет Сава Вичев Иванов (коалиция в составе 3 партий: Политическое движение социал-демократов (ПДСД), Болгарская социалистическая партия (БСП), ПДСД,БСП) по результатам выборов правления кметства.
Кмет (мэр) общины Генерал-Тошево — Димитр Михайлов Петров (коалиция в составе 2 партий: Политическое движение социал-демократов (ПДСД), Болгарская социалистическая партия (БСП)) по результатам выборов в правление общины.